# 솔리데이

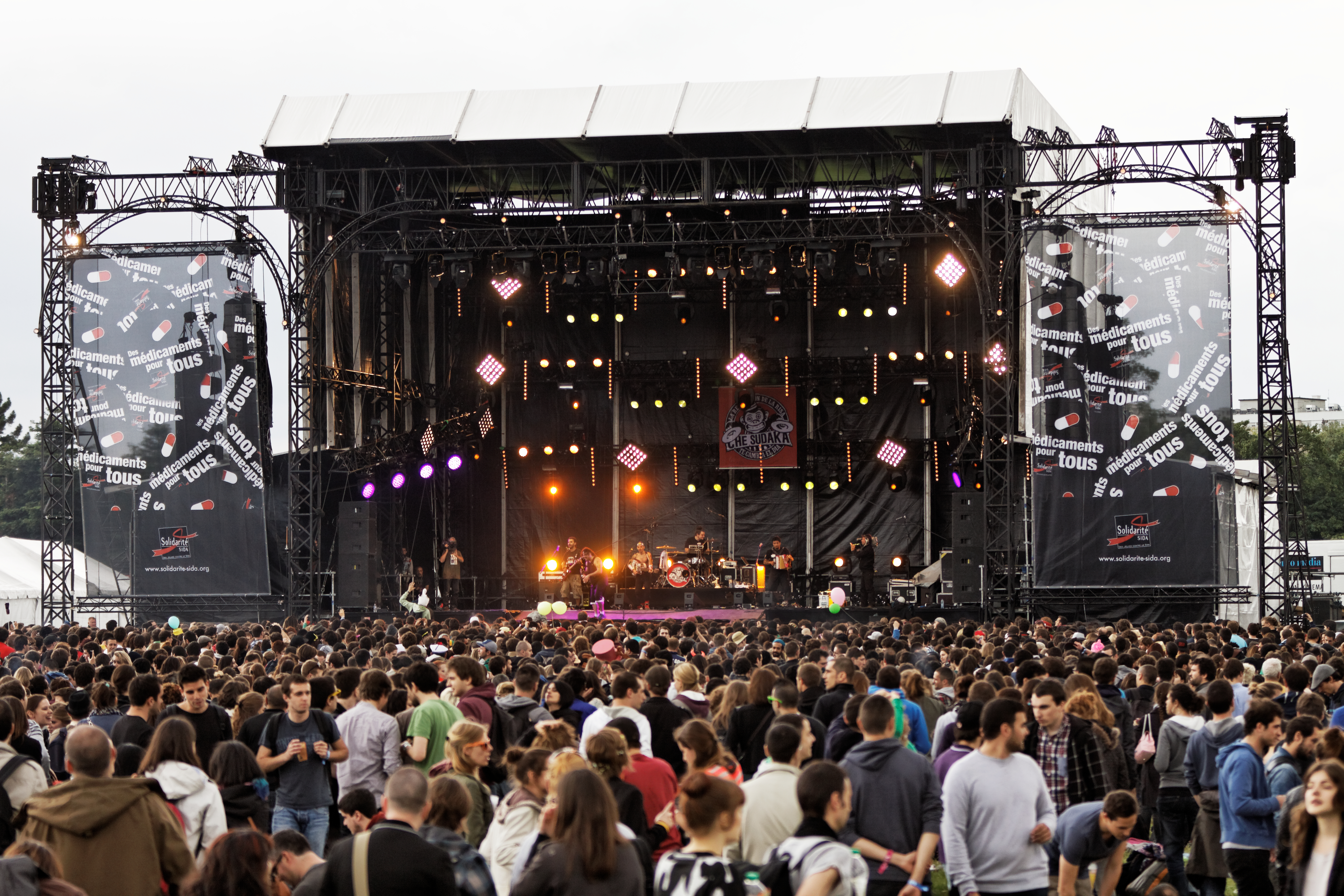
2013년의 솔리데이

솔리데이(프랑스어: Solidays)는 매년 6월 말 프랑스 파리 룽샹 경기장에서 진행되는 프랑스의 음악 축제이다. Solidarité sida(프랑스의 HIV/AIDS 청소년 인식 단체)가 주최하며, 최근 3일 동안 150여 명의 음악가와 170,000여 명의 축제 참가자가 참가하여 진행되었다. 이 축제의 수익금은 주로 아프리카의 사람들을 위해 HIV/AIDS 관련 단체에 기부된다.
이 음악 축제는 1999년 뤽 바루엣이 개최했으며, 솔리데이와 관련이 있는 참가자는 참가비를 줄이거나 무료로 입장할 수 있다. 2013년에는 수익금 200만 유로를 달성하였으며, 음악 외에도 번지점프 등이 선보여졌다.

## 코로나 19
2020년 4월 13일, 솔리데이는 코로나바이러스감염증-19의 코로나 19 범유행 때문에 2020년 솔리데이가 취소되었다고 웹사이트에 공지했다. 솔리데이를 개최한 뤽 바루엣은 축제 취소가 Solidarité sida에게도 큰 피해를 입혔다며 참가자들에게 배상을 요구하지 말아달라고 요청했다.